# Manahunca silhavyi
Manahunca silhavyi is een hooiwagen uit de familie Biantidae.